# La Réticence
La Réticence est le quatrième roman de Jean-Philippe Toussaint paru le 11 septembre 1991 aux éditions de Minuit.

## Réception critique
Jean-Louis Ezine dans Le Nouvel Observateur considère que Jean-Philippe Toussaint, avec ce roman, démontre qu'il est « décidément un écrivain. Un vrai. [...] le plus imaginatif, sans doute, de sa génération ». Dans son émission Un livre, un jour, Olivier Barrot affilie ouvertement le livre au courant du Nouveau roman et note que l'« intrigue est tenue sans la moindre faille ».

## Édition
- Les Éditions de Minuit, 1991  (ISBN 9782707313959).